# استون آیلند
استون آیلند (انگلیسی: Stone Island) شرکت پوشاک ایتالیایی است، که در سال ۱۹۸۶ تأسیس شد.